# Guillena
Guillena település Spanyolországban, Sevilla tartományban. Guillena Alcalá del Río, La Algaba, Salteras, Gerena, El Garrobo, El Ronquillo és Castilblanco de los Arroyos községekkel határos. Lakosainak száma 14 064 fő (2024).

## Népesség
A település népessége az elmúlt években az alábbi módon változott:
| Lakosok száma | 8478 | 8760 | 9995 | 11 109 | 12 139 | 12 464 | 12 647 | 12 788 | 13 279 | 14 064 |
|               | 2001 | 2004 | 2007 | 2009   | 2012   | 2014   | 2017   | 2019   | 2022   | 2024   |